# Fernando Nguema
Fernando Nguema Medja, (Engong-Esamangong, provincia de Kie-Ntem, 1963-Malabo, 2008) más conocido como "El hombre del bosque" o "Papi" fue un artista ecuatoguineano: escultor, pintor y músico autodidacta que nutría su trabajo de referentes tradicionales de la cultura -ágrafa- fang.

## Trayectoria
Su obra está marcada por el conocimiento adquirido del escultor tradicional fang y tío suyo, Antonio Edu. En 1979, durante la administración de Macías, emigró a la República de Gabón y allí conoció a Obiang Djang, su maestro y mentor. En 1989 regresó a Guinea Ecuatorial, y en 1991 contactó con el Centro Cultural Hispano-Guineano de Malabo, donde se consolidaron sus relaciones con el arte y la Cooperación Española, asumiendo la dirección del taller-escuela de talla del CCH-G y finalmente -tras el cierre del Centro Cultural- en su pueblo natal.
En palabras del propio artista, «Para buscar las maderas hay que ir a la selva. En la selva las maderas tienen formas. Representan gentes de otro mundo que no vemos (…) Miro así y digo: este es el título de la obra, por la forma que tiene. Me meto en la selva y veo esas cosas».
Era un artista sincrético, polifacético y multiforme que también sintió pasión por la música, sobre todo, por el xilófono (formó parte del grupo Mbatawe) o mendjang, el canto y el baile, así como por la cerámica y la pintura. Fernando Nguema aprendió con su tío, el escultor Antonio Edu, con quien entró en contacto con la talla de instrumentos tradicionales, preparación de máscaras de balele y otras artes de la tradición fang. Posteriormente, durante su etapa de migrante en Gabón fue aprendiz por ocho meses del escultor Obiang Djang: «Mi maestro Obiang Djang, mi profesor, mi patrón, mi padre… me regaló esa gubia que desde entonces es mi reliquia». A su retorno a Guinea Ecuatorial, sobre la base tradicional continuó con su formación autodidacta, y cierta influencia de los docentes del Centro Cultural Hispano-Guineano, José Mañana y Eva Alcaide, entre otros.
De su gubia salieron también los capiteles de madera de las columnas del restaurado Instituto Cardenal Cisneros en Malabo.

## Exposiciones
Su obra se fue expuesta en Guinea Ecuatorial, Gabón, Congo, Sao Tomé, Costa de Marfil y España. 
- Muestra colectiva de pintura, alternada con una selección de fragmentos del Certamen 12 de octubre, "Expresiones: una palabra, una imagen"[8] en el Centro Cultural de España en Bata. Bata 2006.
- Muestra colectiva "Exposición de pintura y escultura: Desiderio Manresa Bodipo Mene, Fernando Nguema Madja Papi"[7] en el Centro Cultural de España en Malabo. Malabo 2007.

### De forma póstuma
- Muestra "Nguema"[6] en el Centro Cultural de España en Malabo. Malabo 2010.
- Muestra colectiva "Muestras de escultura en Guinea Ecuatorial 2007 y 2011"[9] en Centro Cultural de España en Bata. Bata 2011.
- Muestra colectiva "Colección CCEM"[10] en el Centro Cultural de España en Malabo. Malabo 2012.
- Muestra "Fernando Nguema: obras incompletas (1992-2008)"[11] en Casa África.[12] Las Palmas de Gran Canaria 2016.
- Muestra "Fernando Nguema y su universo Fang: raíces y palabras del bosque guineano"[13] en el Museo Nacional de Antropología. Madrid 2017.

## Galería

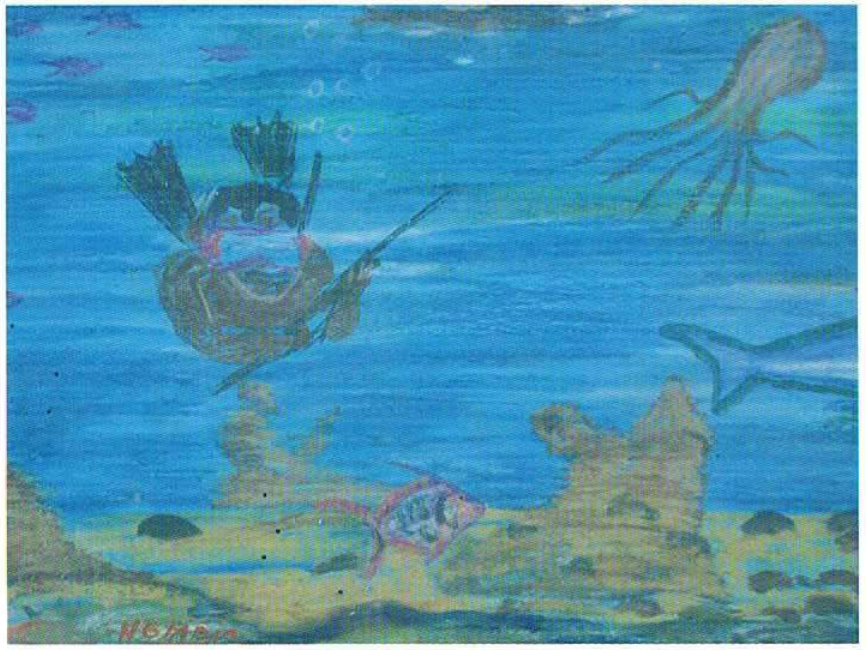
"Pesca submarina" (1988), acuarela sobre cartulina.
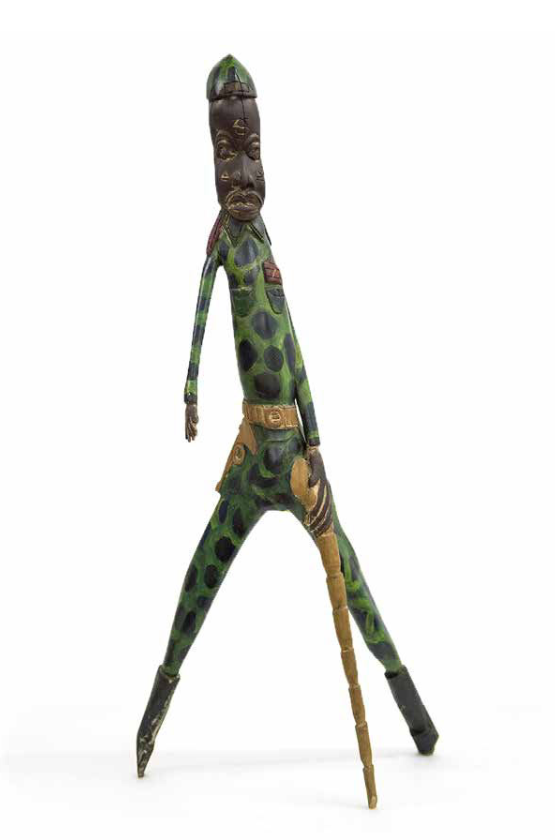
"Militar" (2004), raíz tallada policromada.
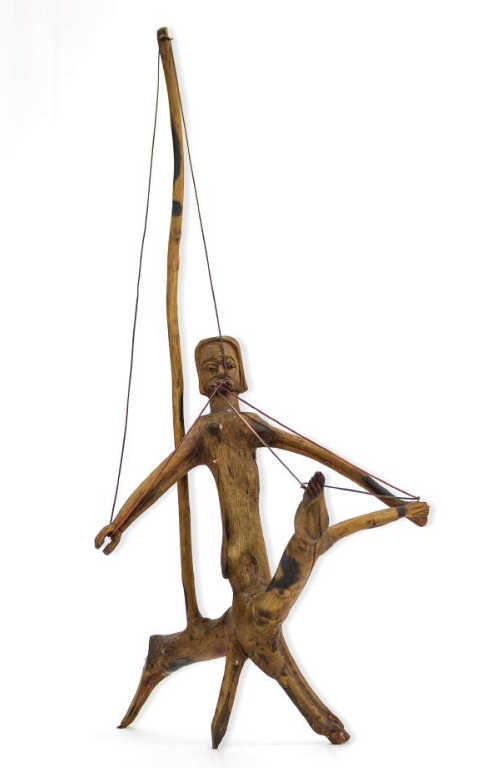
"Guerrero" (2004), raíz tallada con elementos metálicos.
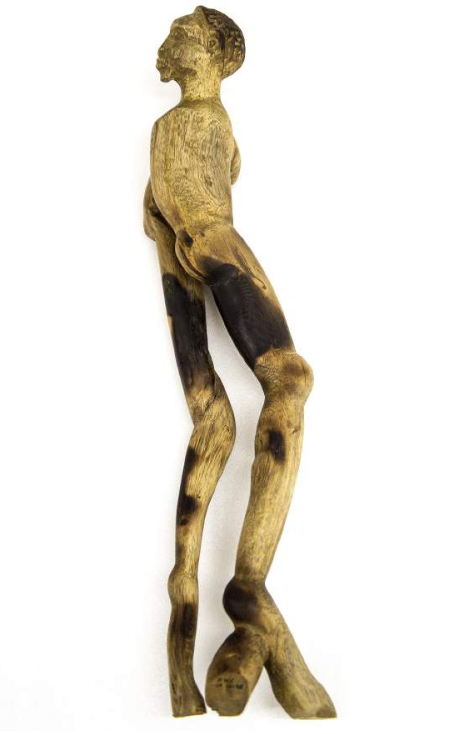
Talla ahumada "sin título" (2006) elaborada en una raíz.
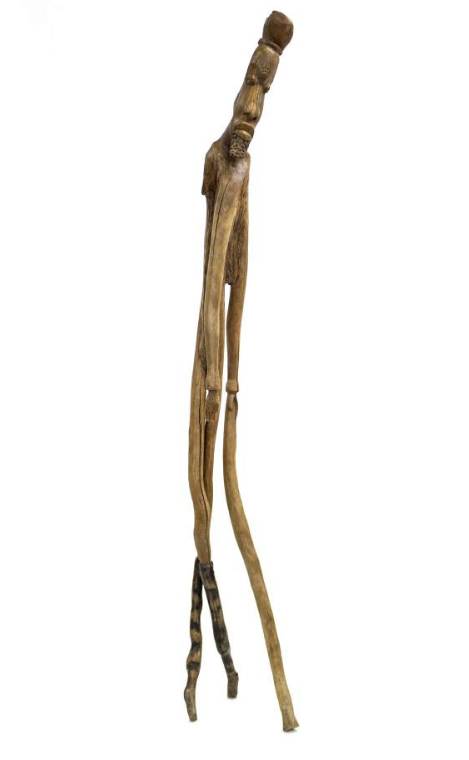
Talla "sin título" (2006) elaborada en una raíz.
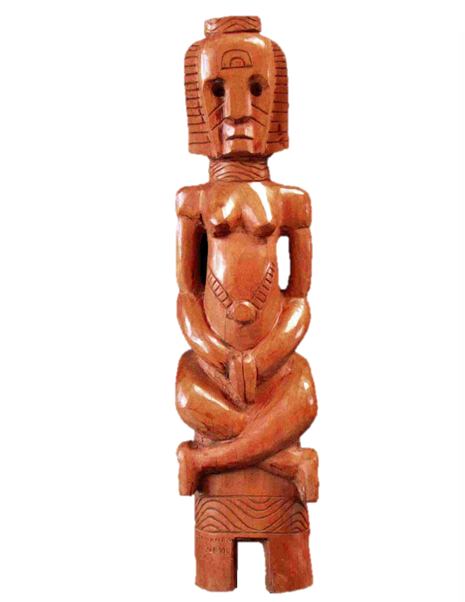
"La identidad hispanoguineana" (1991), escultura en madera.

## Reconocimientos
- En 1992 fue premiado en el Concurso en el Centro Cultural Hispano Guineano.
- En 1994 y 2002 obtuvo el Premio Internacional CICIBA en Brazzaville (Congo).
- En 1997, su obra se incluyó en el "Inventario del patrimonio cultural y artístico de Guinea Ecuatorial"[14] coeditado por el Ministerio de Cultura, Turismo y Francofonía y el CICIBA.
- En 1998 obtuvo el Primer premio[7] del Concurso en el Centro Cultural Hispano Guineano.
- En 1998 obtuvo el premio de honor de la Unión Europea en Libreville (Gabón).
- En 2016, cuatro de sus obras pasaron a integrar la Colección[15] artística de la Agencia Española de Cooperación Internacional para el Desarrollo.[16]
- En la convocatoria del Día de las Letras Canarias de 2020,[17] se otorgó el premio de poesía Pedro García Cabrera a Este cosmos de raíces, un libro de Pablo Alemán que -según el autor- bebe de la esencia de la obra escultórica de Fernando Nguema.